# Grand Prix E3 2010
Le Grand Prix E3 2010 est la 53e édition de cette course cycliste masculine sur route. Il a lieu le 27 mars 2010 en Belgique. Elle a été remportée par le Suisse Fabian Cancellara (Saxo Bank) devant le Belge Tom Boonen (Quick Step) et l'Espagnol Juan Antonio Flecha (Sky).

## Présentation

### Équipes
Vingt-quatre équipes participent à la course : 12 faisant partie des ProTeams, la première division mondiale, dix font partie des équipes continentales professionnelles, la seconde division mondiale et les deux dernières sont des équipes continentales, la troisième division.
| ProTeams (12)- AG2R La Mondiale - La Française des jeux - Lampre-Farnese Vini - Euskaltel-Euskadi - Footon-Servetto - Omega Pharma-Lotto - Quick Step - Rabobank - Team RadioShack - Saxo Bank - Sky - Katusha Équipes continentales professionnelles (10)- Cofidis, le Crédit en Ligne - Landbouwkrediet - Acqua & Sapone-D’Angelo & Antenucci - Bbox Bouygues Télécom - BMC Racing Team - Cervélo TestTeam - Skil-Shimano - Topsport Vlaanderen-Mercator - Vacansoleil - Xacobeo-Galicia Équipes continentales (2)- An Post-Sean Kelly - Verandas Willems |
| |

## Classements

### Classement final[1]
| \| Classement général \| Classement général \| Classement général \| Classement général \| Classement général \| \| Coureur \| Coureur \| Pays \| Équipe \| Temps \| \| ------------------ \| ------------------- \| ------------------ \| ---------------------------- \| ------------------ \| \| 1er \| Fabian Cancellara \| Suisse \| Saxo Bank \| 4 h 44 min 34 s \| \| 2e \| Tom Boonen \| Belgique \| Quick Step \| + 3 s \| \| 3e \| Juan Antonio Flecha \| Espagne \| Team Sky \| + 3 s \| \| 4e \| Filippo Pozzato \| Italie \| Katusha \| + 50 s \| \| 5e \| Lars Boom \| Pays-Bas \| Rabobank \| + 50 s \| \| 6e \| Sebastian Langeveld \| Pays-Bas \| Rabobank \| + 50 s \| \| 7e \| Björn Leukemans \| Belgique \| Vacansoleil \| + 50 s \| \| 8e \| Paul Martens \| Allemagne \| Rabobank \| + 50 s \| \| 9e \| Marco Marcato \| Italie \| Vacansoleil \| + 58 s \| \| 10e \| Fabio Felline \| Italie \| Footon-Servetto \| + 3 min 16 s \| \| 11e \| William Bonnet \| France \| BBox Bouygues Telecom \| + 3 min 16 s \| \| 12e \| Matthieu Ladagnous \| France \| La Française des jeux \| + 3 min 16 s \| \| 13e \| Lloyd Mondory \| France \| AG2R La Mondiale \| + 3 min 16 s \| \| 14e \| Maarten Wynants \| Belgique \| Quick Step \| + 3 min 16 s \| \| 15e \| Pieter Jacobs \| Belgique \| Topsport Vlaanderen-Mercator \| + 3 min 16 s \| \| 16e \| Grégory Rast \| Suisse \| Team RadioShack \| + 3 min 16 s \| \| 17e \| David García Dapena \| Espagne \| Xacobeo Galicia \| + 3 min 16 s \| \| 18e \| Danilo Hondo \| Allemagne \| Lampre-Farnese Vini \| + 3 min 16 s \| \| 19e \| Sébastien Hinault \| France \| AG2R La Mondiale \| + 3 min 16 s \| \| 20e \| Bert De Waele \| Belgique \| Landbouwkrediet \| + 3 min 16 s \| |                     |           |                              |                 |
| |                     |           |                              |                 |
| |                     |           |                              |                 |
| Classement général |                     |           |                              |                 |
| Coureur | Coureur             | Pays      | Équipe                       | Temps           |
| 1er | Fabian Cancellara   | Suisse    | Saxo Bank                    | 4 h 44 min 34 s |
| 2e | Tom Boonen          | Belgique  | Quick Step                   | + 3 s           |
| 3e | Juan Antonio Flecha | Espagne   | Team Sky                     | + 3 s           |
| 4e | Filippo Pozzato     | Italie    | Katusha                      | + 50 s          |
| 5e | Lars Boom           | Pays-Bas  | Rabobank                     | + 50 s          |
| 6e | Sebastian Langeveld | Pays-Bas  | Rabobank                     | + 50 s          |
| 7e | Björn Leukemans     | Belgique  | Vacansoleil                  | + 50 s          |
| 8e | Paul Martens        | Allemagne | Rabobank                     | + 50 s          |
| 9e | Marco Marcato       | Italie    | Vacansoleil                  | + 58 s          |
| 10e | Fabio Felline       | Italie    | Footon-Servetto              | + 3 min 16 s    |
| 11e | William Bonnet      | France    | BBox Bouygues Telecom        | + 3 min 16 s    |
| 12e | Matthieu Ladagnous  | France    | La Française des jeux        | + 3 min 16 s    |
| 13e | Lloyd Mondory       | France    | AG2R La Mondiale             | + 3 min 16 s    |
| 14e | Maarten Wynants     | Belgique  | Quick Step                   | + 3 min 16 s    |
| 15e | Pieter Jacobs       | Belgique  | Topsport Vlaanderen-Mercator | + 3 min 16 s    |
| 16e | Grégory Rast        | Suisse    | Team RadioShack              | + 3 min 16 s    |
| 17e | David García Dapena | Espagne   | Xacobeo Galicia              | + 3 min 16 s    |
| 18e | Danilo Hondo        | Allemagne | Lampre-Farnese Vini          | + 3 min 16 s    |
| 19e | Sébastien Hinault   | France    | AG2R La Mondiale             | + 3 min 16 s    |
| 20e | Bert De Waele       | Belgique  | Landbouwkrediet              | + 3 min 16 s    |

## Liste des participants
| Légende | Légende                                                                    | Légende | Légende                                                    |
| ------- | -------------------------------------------------------------------------- | ------- | ---------------------------------------------------------- |
| Num     | Dossard de départ porté par le coureur sur ce Grand Prix E3                | Pos     | Position à l'arrivée de la course                          |
|         | Indique un maillot de champion national ou mondial, suivi de sa spécialité | NP      | Indique un coureur qui n'a pas pris le départ de la course |
| AB      | Indique un coureur qui n'a pas terminé la course                           | HD      | Indique un coureur qui a terminé la course hors des délais |